# Canal do Mangue
Canal do Mangue är en kanal i Brasilien.   Den ligger i delstaten Rio de Janeiro, i den sydöstra delen av landet, 900 km sydost om huvudstaden Brasília.
Runt Canal do Mangue är det i huvudsak tätbebyggt.